# Mihai Tudose
Mihai Tudose (ur. 6 marca 1967 w Braile) – rumuński polityk, wiceprzewodniczący Partii Socjaldemokratycznej, długoletni parlamentarzysta, w latach 2014–2015 i w 2017 minister gospodarki, od 2017 do 2018 premier Rumunii, poseł do Parlamentu Europejskiego IX i X kadencji.

## Życiorys
Absolwent studiów prawniczych na prywatnym Universitatea Creștină Dimitrie Cantemir w Bukareszcie (1995). W 2007 uzyskał magisterium z europejskiej polityki gospodarczej w SNSPA. W latach 1992–1999 pracował w administracji Senatu (jako szef biura), następnie w prywatnym przedsiębiorstwie. W 2010 doktoryzował się w zakresie nauk o wojskowości na Academia Națională de Informații „Mihai Viteazul”. W 2011 został nauczycielem akademickim na tej uczelni.
Od 1992 działacz postkomunistycznego FDSN, przekształcanego następnie w PDSR i Partię Socjaldemokratyczną. Pełnił różne funkcje w partyjnych strukturach, w 2015 obejmując stanowisko wiceprzewodniczącego socjaldemokratów. W latach 1999–2000 zasiadał w radzie okręgu Braiła. W 2000 po raz pierwszy wybrany na posła do Izby Deputowanych. Mandat odnawiał w kolejnych wyborach w 2004, 2008, 2012 i 2016.
Od grudnia 2014 do listopada 2015 sprawował urząd ministra gospodarki w czwartym rządzie Victora Ponty. W lutym 2017 ponownie powołany na to stanowisko w gabinecie Sorina Grindeanu. 26 czerwca tegoż roku, po uprzednim przegłosowaniu wotum nieufności wobec rządu, został wskazany jako kandydat PSD na nowego premiera. Następnego dnia prezydent Klaus Iohannis dokonał jego desygnowania na ten urząd.
29 czerwca 2017 parlament udzielił jego rządowi wotum zaufania. Tego samego dnia członkowie gabinetu zostali zaprzysiężeni, rozpoczynając urzędowanie. Kilka miesięcy później premier utracił poparcie swojej partii i jej lidera Liviu Dragnei. 15 stycznia 2018 złożył rezygnację z pełnionej funkcji. Następnego dnia obowiązki premiera czasowo przejął Mihai-Viorel Fifor.
W styczniu 2019 opuścił socjaldemokratów, dołączając do ugrupowania PRO Rumunia Victora Ponty. W tym samym roku z listy tej partii uzyskał mandat deputowanego do Europarlamentu IX kadencji, gdy Victor Ponta zrezygnował z jego objęcia. W grudniu 2019 po konflikcie z Victorem Pontą opuścił partię PRO Rumunia, a w styczniu 2020 powrócił do PSD. W 2024 został wybrany do PE X kadencji, będąc liderem wspólnej listy socjaldemokratów oraz Partii Narodowo-Liberalnej.